# Filet (Fleisch)

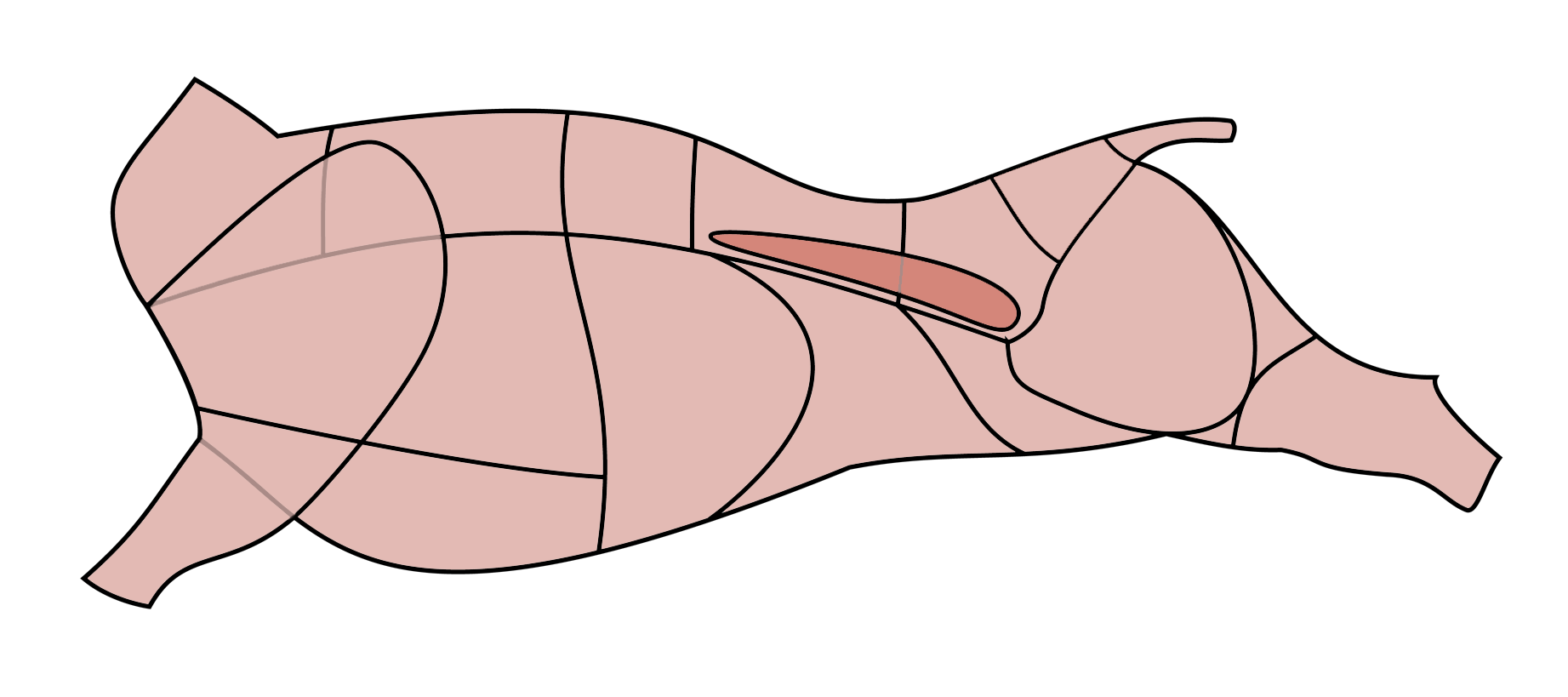
Filet vom Rind

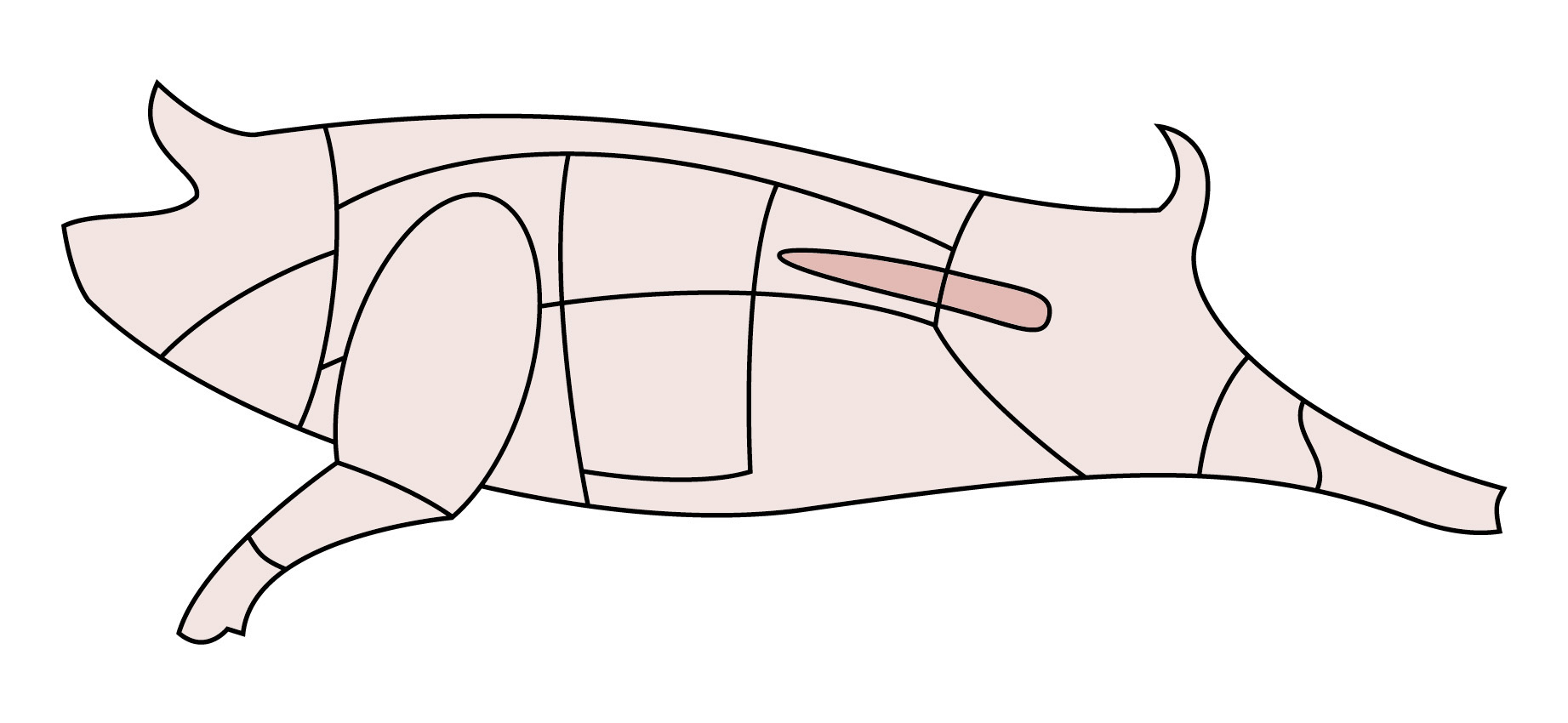
Filet vom Schwein

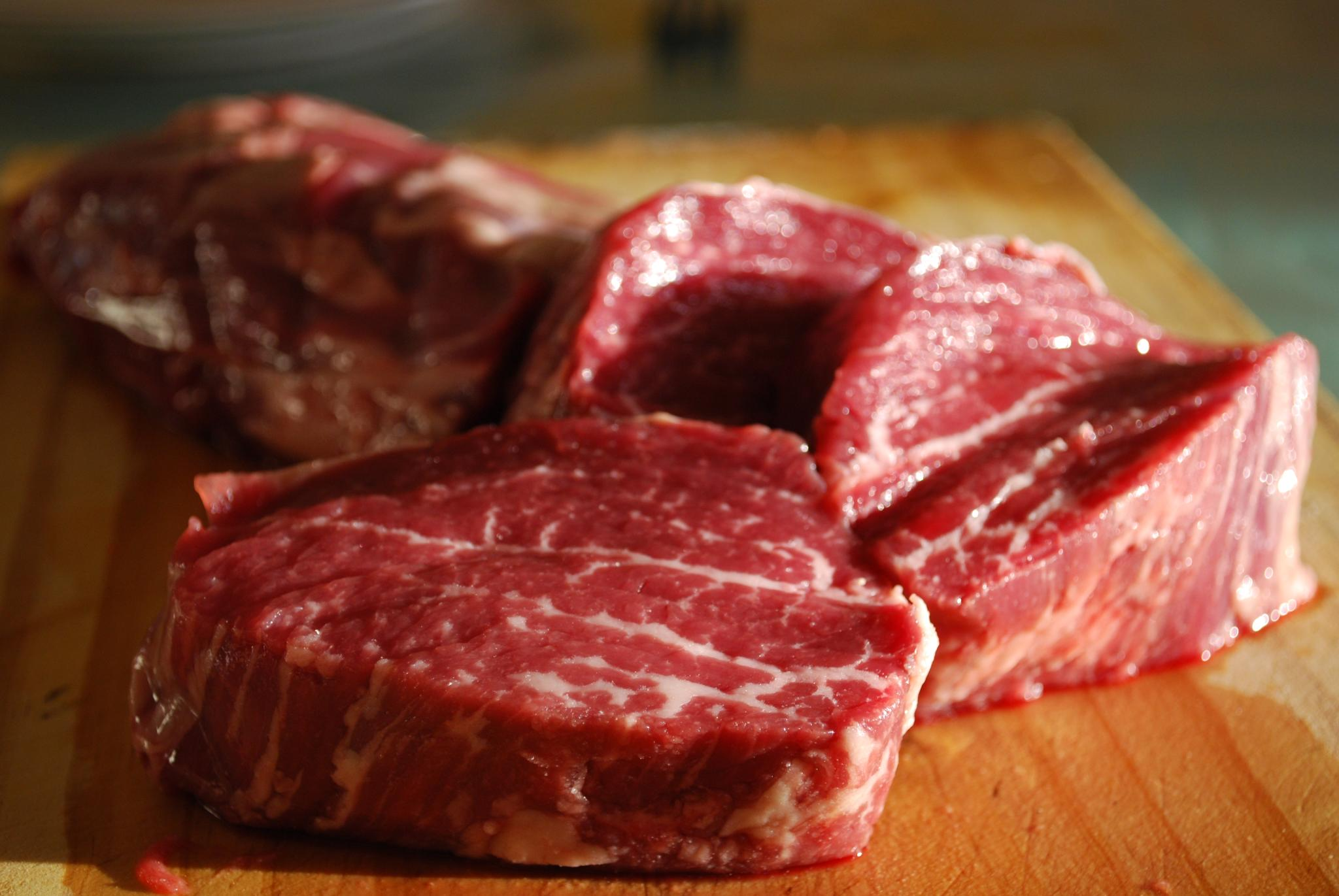
Rinderfilet als Steaks

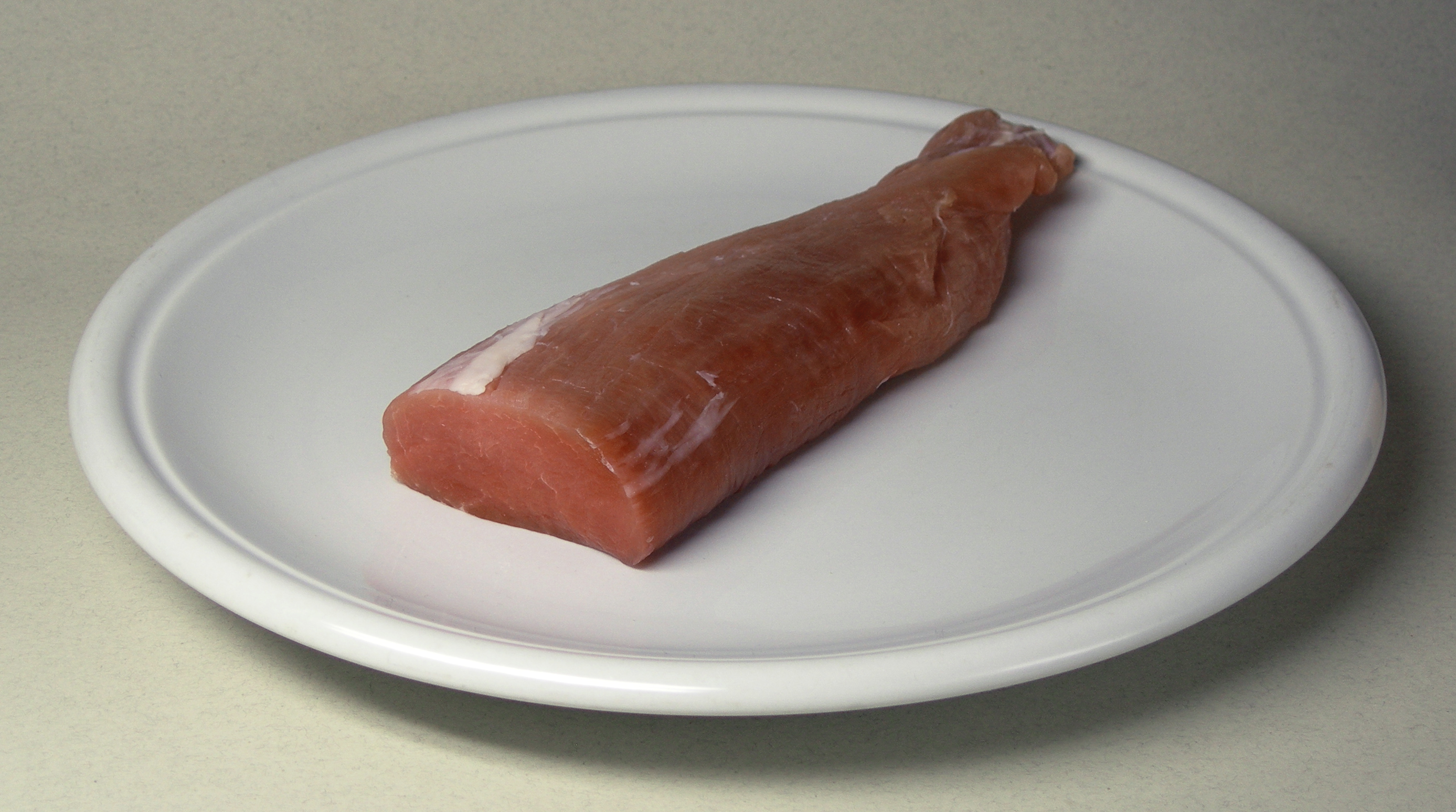
Ein halbes Schweinefilet (Filetspitze)

Filet (französisch für „dünner Faden“), deutsch auch Lende oder Lendenbraten (Lende ist regional auch die Bezeichnung für Roastbeef), in Österreich auch  Lungenbraten oder Schweinslunge (von lateinisch lumbus, „Lende“), oder (nur beim Schwein) Jungfernbraten heißt in der Küchensprache der lange, keulenförmige Muskelstrang (Psoasmuskel und Musculus iliacus), der sich im Lendenbereich auf beiden Seiten der Wirbelsäule entlangzieht (siehe auch: Teilstücke des Rindes und des Schweins). Weil dieser Muskel von den üblichen Schlachttieren kaum betätigt wird, ist das Fleisch besonders zart, mager und saftig. Da Filets nur einen sehr kleinen Anteil der gesamten Muskelmasse eines Schlachttiers ausmachen, sind sie die teuersten Stücke. 
Das breitere, hinten liegende Ende eines Filets wird Filetkopf oder Chateaustück genannt; aus ihm werden Filetsteaks wie z. B. Chateaubriands geschnitten. Tournedos oder Medaillons werden aus dem mittleren Bereich gewonnen, Filets mignons aus dem vorderen, schmalen Ende, der Filetspitze.
Bei Geflügel werden nicht spezielle Rücken-, sondern die gesamten, vom Knochen gelösten Brustmuskeln als Filet bezeichnet. Fischfilets sind die ausgelösten und meist entgräteten Seitenteile von Speisefischen.